# Florencia de Saracho
Florencia de Saracho (née le 2 décembre 1982 à Hermosillo), est une actrice mexicaine.

## Filmographie

### Télévision

#### Telenovelas
- 2002 - 2003 : Las vías del amor (Televisa) - Pamela Fernández
- 2005 : Piel de otoño (Televisa) - Liliana Mendoza
- 2005 : Sueños y caramelos (Televisa)
- 2006 : Rebelde (Televisa) - Romina
- 2007 : Yo amo s Juan Querendón (Televisa) - Marely Cachón de la Cueva
- 2008 - 2009 : Juro que te amo (Televisa) - Mariela Fregoso
- 2009 - 2010 : Amour océan (Televisa) - Elena Parra-Ibañez
- 2010 - 2011 : Cuando me enamoro (Televisa) - Adriana Beltrán / Adriana Sánchez Beltrán de Monterrubio
- 2012 : Amor Bravío (Televisa) - Natalia Gutiérrez / Natalia Ferrer
- 2012 : La mujer del vendaval (Televisa) - María Laura Morales (Antagoniste)
- 2015-2016 : A que no me dejas : Karen